# Allan Winans
Allan Lee Winans (Bakersfield, California, 10 de agosto de 1995), más conocido como Allan Winans, es un jugador profesional estadounidense de béisbol que se desempeña en la posición de lanzador en Atlanta Braves, equipo de las Grandes Ligas de Béisbol (MLB).

## Carrera
En 2023, Winans hizo su debut en la MLB con el equipo Atlanta Braves, donde lleva jugando dos temporadas.